# خمیران (تیران و کرون)
خمیران (تیران و کرون)، روستایی از توابع بخش مرکزی شهرستان تیران و کرون در استان اصفهان ایران است. در این روستا سدی وجود دارد.این روستا مطعلق به دهستان ورپشت است .

## جمعیت
این روستا در دهستان ورپشت قرار دارد و براساس سرشماری مرکز آمار ایران در سال ۱۳۸۵، جمعیت آن ۶۰۸ نفر (۱۶۵خانوار) بوده‌است.